# Coelho da Rocha
Coelho da Rocha é um distrito do município de São João de Meriti, no estado do Rio de Janeiro. O distrito possui cerca de 162 100 habitantes e está situado na região oeste do município.

## História
Em 1947, por meio de ato administrativo, o então distrito de Meriti é elevado à categoria de município. Por intermédio da mesma lei, surgiram os distritos de Coelho da Rocha e São Mateus, os quais foram então anexados ao município.

## Loteamentos
O distrito é formado por vários loteamentos, que, embora sejam referência no município, conservam entre si algumas diferenças em infraestrutura.

### Coelho da Rocha

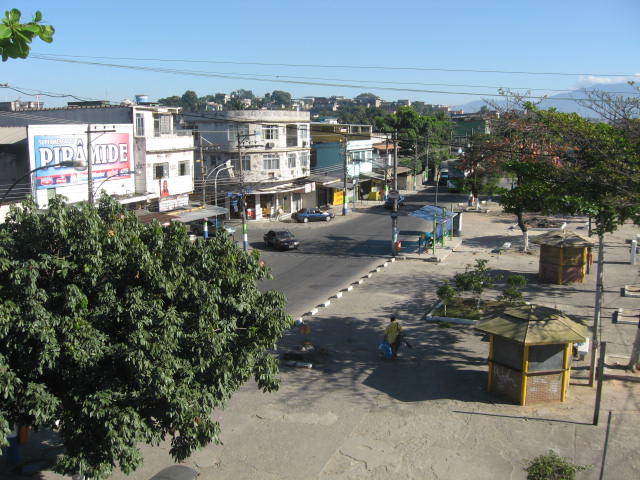
Rua da Matriz, em Coelho da Rocha, na altura da estação ferroviária do bairro.

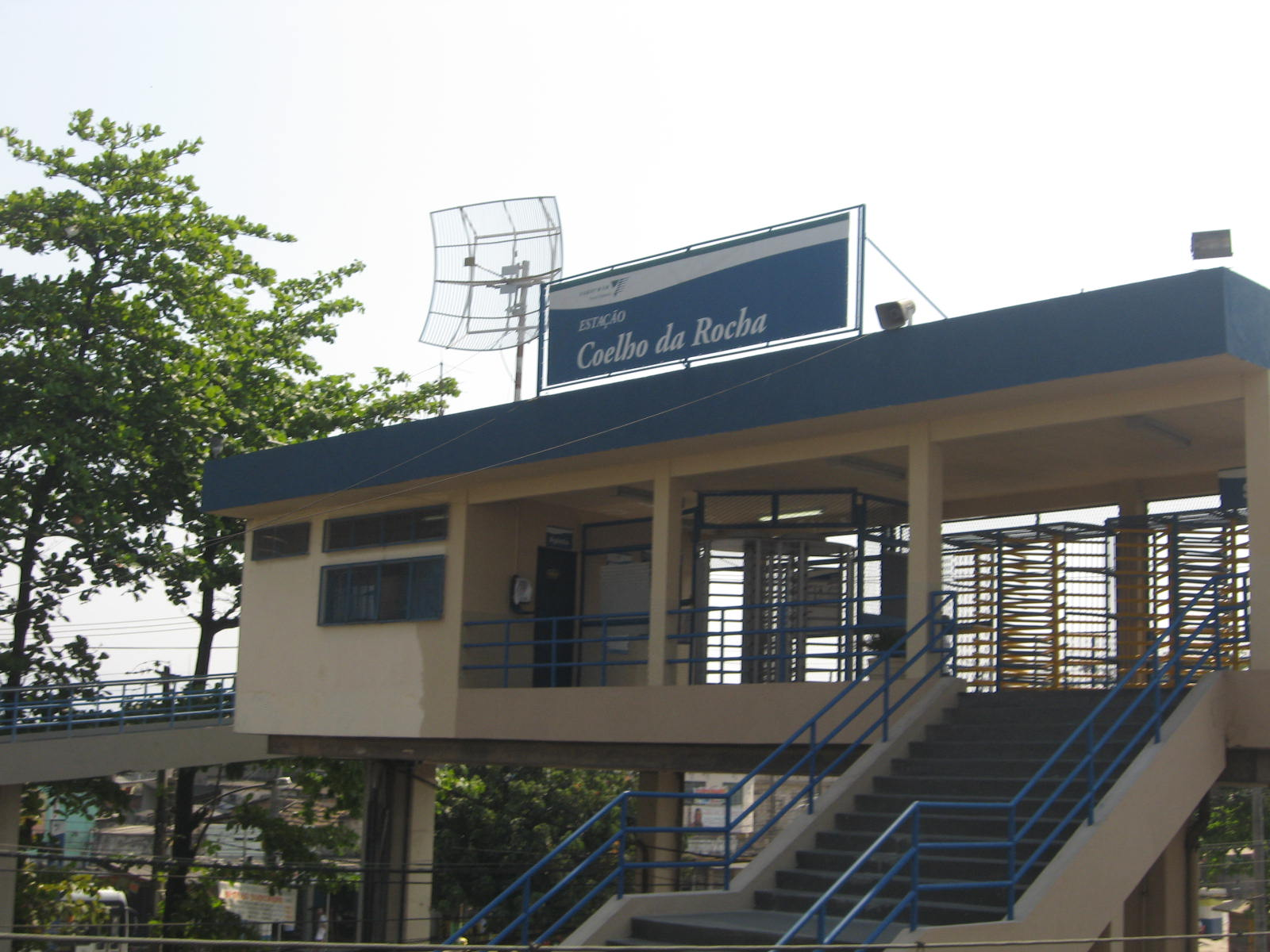
Estação ferroviária de Coelho da Rocha, a penúltima do ramal de Belford Roxo da SuperVia.

Coelho da Rocha é o loteamento situado próximo ao município de Belford Roxo. O bairro abriga uma estação de trem do ramal de Belford Roxo e uma agremiação esportiva, a União Esportiva Coelho da Rocha, que já disputou a Segunda e Terceira divisões de Profissionais do Rio de Janeiro, e que atualmente disputa apenas torneios promovidos pela liga local. Há também um viaduto que serve para direcionar Rio de Janeiro a São Paulo.
Abriga também o Colégio Estadual Antônio Gonçalves (CEAG),  escola do município que oferecia o curso de Técnico em Contabilidade aos alunos e à comunidade. O destaque na educação era o Finado Centro Cultural Vitória, um patrimônio do bairro. Conta ainda com o campus São João de Meriti do Instituto Federal do Rio de Janeiro (IFRJ), situado no antigo CIEP 189, com cursos técnicos e de pós-graduação.
O nome faz alusão ao proprietário das terras cedidas para as linhas e à tubulação, tendo sido um dos que lutaram pela transformação da E. F. Rio do Ouro em transportadora de passageiros. A fazenda de Coelho da Rocha foi posteriormente loteada por seu neto. [carece de fontes?].